# Henri Barbusse

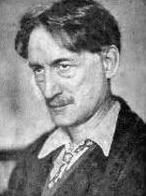
Henri Barbusse

Henri Barbusse (Asnières-sur-Seine bij Parijs, 17 mei 1873 - Moskou, 30 augustus 1935) was een Frans politicus en schrijver. Hij werd wereldwijd bekend door zijn realistische oorlogsdagboek Le feu uit 1916. In zijn latere werk bekeerde hij zich tot het communisme.

## Leven en werk
Barbusse studeerde Franse literatuur en had na zijn studie een betrekking als persattaché bij het Franse ministerie van Binnenlandse Zaken. Korte tijd later trouwde hij en werd de schoonzoon van Catulle Mendès. In 1902 gaf hij zijn ambtenarenbaan op en werkte tot 1904 als medewerker bij een uitgeverij en als journalist, onder andere voor de kranten Le Banquet en Petit Parisien.
Barbusse was vanaf het begin van de Eerste Wereldoorlog tot augustus 1916 soldaat, waarvan elf maanden aan het front. Hoewel hij zich aanvankelijk als vrijwilliger aangemeld had, ontwikkelde hij later meer pacifistische en communistische overtuigingen en zette zich daar op verschillende manieren voor in. 
Hij bereikte internationale bekendheid door zijn oorlogsdagboek Le feu uit 1916, dat in hetzelfde jaar bekroond werd met de Prix Goncourt en de loop der tijd in zestig talen vertaald werd. Het vuur, dagboek van een korporaal, wordt gezien als voorloper van het boek Im Westen nichts Neues dat Erich Maria Remarque in 1929 schreef. 
- In 1917 richtte hij met Paul Vaillant-Couturier en anderen de socialistische bond van oorlogsveteranen op ARAC (Association Républicaine des Anciens Combattants) en gaf een socialistisch tijdschrift uit: Le monde, waarmee hij de oorlog en zijn oorzaken wilde bevechten.
- In 1919 richtte hij met Romain Rolland de Clarté-beweging op, een vredesbeweging van marxistische intellectuelen, waarvan onder anderen Georges Duhamel, Anatole France, Jules Romains, Heinrich Mann alsook de flamingant Herman Van den Reeck lid werden. Zij stelden zich tot doel een revolutionair eenheidsfront te vormen teneinde het culturele peil van de arbeidersklasse te bevorderen en het historisch materialisme bij de intellectuelen te verspreiden. Er was ook een Vlaamse Clarté-afdeling met groepen in o.a. Gent, Brussel en Antwerpen.

Vanaf 1919 sympathiseerde Henri Barbusse met het communisme in Rusland en ondervond daardoor afwijzing van schrijvers als André Gide. Hij werd ook door de Action française als tegenstander gezien. In 1923 werd hij lid van de Franse communistische partij en maakte een reis naar Rusland. 
In zijn gedicht Jésus uit 1927 treedt Jezus op als stichter van het communisme. Barbusse zette zich in voor een literatuur van het proletariaat. Hij werd lid van de Ligue contre l'impérialisme et l'oppression coloniale, die in 1927 in Brussel opgericht werd. 
In het werk Les Bourreaux stelde hij het geweld op de Balkan aan de kaak, naar aanleiding van een reis die hij door dat gebied maakte. Met Connais-tu Thaelmann? maakte hij zich sterk voor Ernst Thälmann, die in 1934 door de nationaalsocialisten gevangengenomen was.
Een biografie over Stalin werd niet goedgekeurd door de censuur. Het boek was een voorbeeld van persoonsverheerlijking. Zijn krant Le monde kwam bij de communistische partij onder verdenking te staan van contrarevolutionaire activiteiten. Barbusse voerde een perscampagne tegen zijn voormalige vriend, de Roemeense schrijver Panait Istrati, omdat deze kritiek op het Sovjetbewind had geuit. 
Barbusse overleed op 62-jarige leeftijd in Moskou tijdens een rondreis door de Sovjet-Unie. Hij werd begraven op Père Lachaise in Parijs.

## Overzicht van literaire werken
- L'Enfer (1908)
- Le Feu (Journal d'une escouade) (1916, prix Goncourt)
- Carnets de Guerre
- Paroles d'un combattant. Articles et discours 1917-1920 (1917)
- Clarté (1919)
- L'Illusion (1919)
- Pleureuses (1920)
- Nous autres (1921)
- Le Couteau entre les dents (1921)
- Les Enchaînements (1925)
- Les Bourreaux (1926)
- Jésus (1927)
- Manifeste aux Intellectuels (1927)
- Faits divers (1928)
- Voici ce que l'on a fait de la Géorgie (1929)
- Élévation (1930)
- Ce qui fut sera (1930)
- Russie (1930)
- Zola (1932)
- Connais-tu Thaelmann? (1934)
- Staline. Un monde nouveau vu à travers un homme (1936)
- Lénine et sa famille (1936)
- Lettres de Henri Barbusse à sa femme 1914 - 1917 (1937)

## Varia
Straatnaam: in de wijk Venserpolder in Amsterdam-Zuidoost is een laan naar hem genoemd.